# 高士薫
高士 薫（たかし かおる、1952年11月15日 - ）は、日本の経営者。神戸新聞社社長、会長を務めた。大阪府大阪市出身。

## 経歴・人物
1975年に神戸大学法学部を卒業し、同年に神戸新聞社に入社した。2008年に取締役に就任し、2010年2月には社長に就任。2019年2月には会長に就任。